# 스칼드

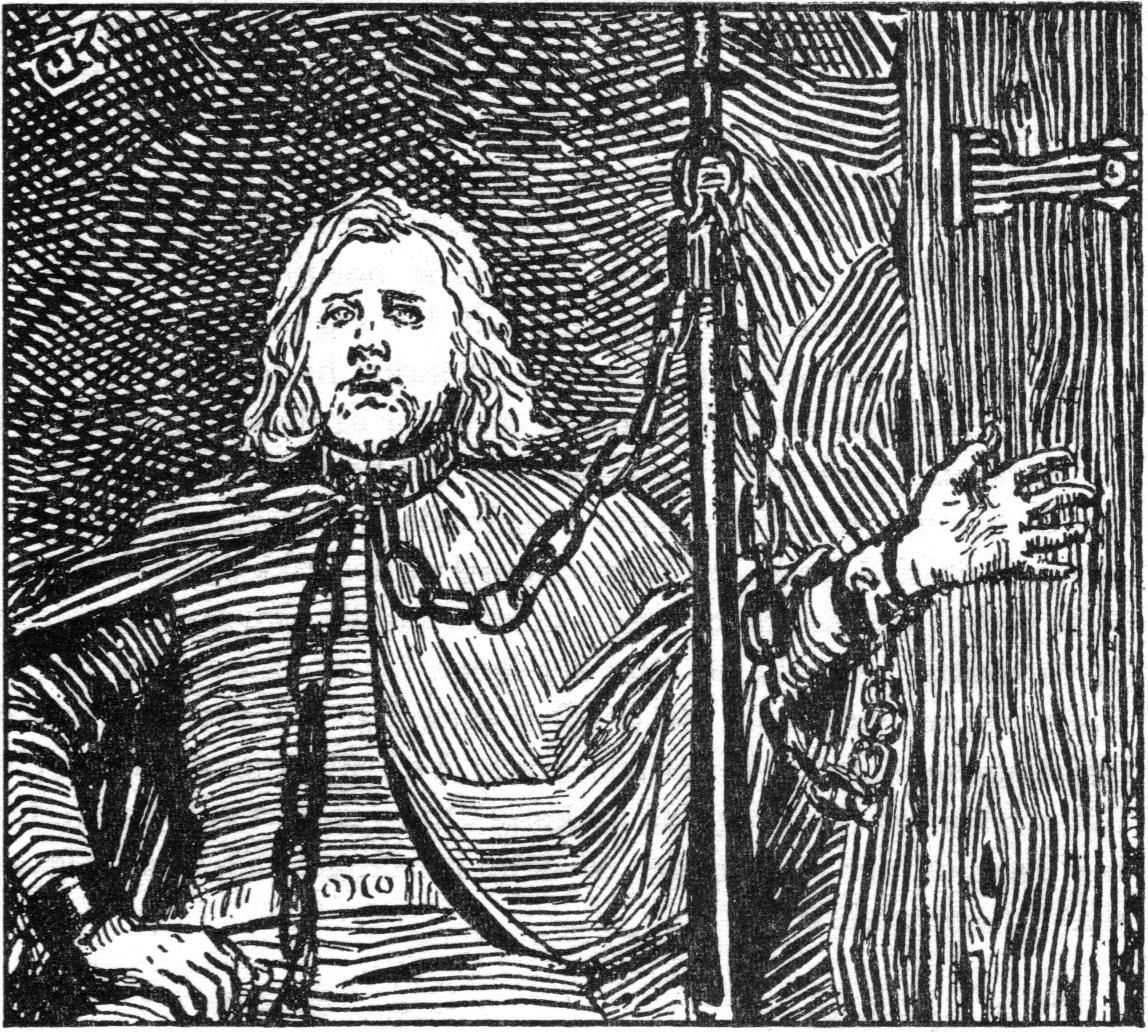
노르웨이 왕 올라프 2세의 포로로 잡혀서 시를 짓는 베르시 스칼드토르푸손

스칼드(고대 노르드어: skáld)는 사전적 의미로는 그 자체로 "시"를 의미하며, 바이킹 시대에서 중세 시대까지 스칸디나비아 및 아이슬란드의 궁정에 소속된 어용시인들이 쓴 궁정시를 말한다. 에다와 함께 고대 노르드어 시문학의 양대 줄기를 이루는 장르이다.

## 개요
<스노리의 에다> 작시법에 의해 된 시로서 외국에서는 보통 ‘스칼드의 시’라고 부르고 있지만 아이슬란드어로는 ‘스칼드’라는 단어는 단순히 ‘시인’을 의미하는 것에 불과하므로 이런 종류의 시를 ‘스칼드의 시’라고 부르는 것은 아이슬란드어(語)로는 그 뜻이 맞지 않는다.
<궁정시>는 이 명칭이 제시하는 바와 같이 주로 왕후(王侯)를 높이 칭송하여 그 앞에서 노래한 것이었다. 바이킹 시대의 스칸디나비아 전역(全域)은 원래부터, 잉글랜드에 있어서도 언어의 차이가 그다지 심하지 않았기 때문에 아이슬란드의 시인은 크게 활동했으며 그 업적도 대단히 우수했다. 시의 됨됨이가 좋을 때는 왕후로부터 막대한 상을 하사받게 되는 것이 보통이었다.
역사적으로 보면 <궁정시>는 <사이문드의 에다>시와 옛날에는 형식에 있어 차이가 없었던 모양이나 9세기경부터 확실한 차이가 나타나게 되었다. 그 중요한 것을 들어 본다면,
① <궁정시>는 시인과 그 시대, 혹은 극히 최근에 죽은 사람을 칭찬한 것에 반하여 에다의 시는 게르만의 옛 신(神)들이나 옛 시대의 범(汎)게르만적 영웅을 노래했다.
② <궁정시>의 형식은 대단히 복잡하여 특별한 시어(헤이티)나 쾨닝(’바다의 불’이라고 하여 ‘황금’을 의미하는 따위)이 많고 운(韻)을 따르기 때문에 어순(語順)이 전혀 무시되어 있어 아주 난해(難解)하여 외국어의 번역은 전혀 불가능한 것에 반하여, 에다의 시는 특별한 시어를 쓴다는 느낌도 적고 시의 형식도 쉽고 이해가 용이하다.
③ <궁정시>의 작자명은 대충 알려져 있는 데 반하여 에다의 시 작자명은 알려져 있지 않다는 점 등이다.
그러나 14세기경부터 스칸디나비아의 언어와 아이슬란드어와의 차가 커져서 스칸디나비아의 왕후는 궁정시를 이해하지 못하게 되었기 때문에 궁정시는 쇠퇴되어 버렸다.

## 같이 보기
- 음유시가
- 필리
- 민스트럴